# Odvas-kői-sziklaüreg (Mályinka)
Az Odvas-kői-sziklaüreg Magyarország megkülönböztetetten védett barlangjai között volt. Ideiglenes szállássá van alakítva. A Bükki Nemzeti Park területén található. Hazánk három jelenleg is működő lakóbarlangja közül az egyik.

## Leírás
Mályinka központjától DK-re 2 km-re, erdőben, a Csondró-völgy jobb (K-i) oldalán, a Csondró-pataktól kb. 20 m-rel magasabban található a barlang. Az üregnek 430 m tengerszint feletti magasságban, az Odvas-kő hegyoldalában, az Odvas-kő sziklafalának közepén van a bejárata. A sziklaüreg a Csondró-völgy és a Kemesnye-völgy találkozásánál lévő (bővízű) Ámor-forrással szemközti sziklafalban található. A forrástól É-ra 50 m-re van a sziklaüreg. A barlang bejárata természetes eredetű, de átalakított (elfalazott, a fal pedig ajtóval és két ablakkal van ellátva), 9,5 m széles, 2,6 m magas (legmagasabb a jobb oldalán), rétegrés jellegű és vízszintes tengelyirányú. A barlang felszíne a Bükki Nemzeti Park fokozottan védett része (Csondró-völgy és Látó-kövek).
A barlang megközelítése: megközelíteni Mályinka felől, a Csondró-völgyben vezető, kék + turistajelzéssel jelzett turistaúton haladva legcélszerűbb. A Kemesnye-völgy torkolata előtt (Ámor-forrás), a sziklafal közepénél lévő ösvényen kell felmenni a barlangig. Gépkocsival, Mályinka felől, a Bánkútra vezető úton kell haladni a Kemesnye-hegy D-i részét képező Szentléleki-hegy – Kerek-hegy nyergéig, ahol (a Kemesnye-hegyre vezető, sárga ∆ turistajelzésssel jelzett út torkolatánál) le lehet tenni a gépkocsit. Innen, a már említett Kemesnye-völgyön lehet lemenni a Csondró-völgyig, az Ámor-forráshoz, majd az ismertetett gyalogösvényen, a barlangbejáratot rejtő sziklafal egy tagoltabb részén fel lehet menni a sziklaüreghez.
A barlang hossza 10 m, függőleges kiterjedése 3,5 m, magassága 3,5 m (mélysége 0 m), vízszintes kiterjedése pedig 14,7 m. A sziklaüreg alsó triász mészkőben (Gerennavári Mészkő Formáció) keletkezett. Az üregesedés a mészkő majdnem vízszintes réteglapjai mentén történt, de a barlang kialakulásának folyamata nem állapítható meg. Kifagyásos kőzetaprózódás, mely utólag alakította, és (ismeretlen eredetű) korrózió miatt jött létre az üreg, de nem tudni, hogy ezek közül melyik volt domináns. A mészkő rétegréseit valószínűleg korrózió tágította elsőként. Felharapódzás nyomai vannak a barlang mennyezetén. Tektonikai preformáció nincs, a legközelebbi tektonikus repedés a bejárattal párhuzamosan, annak vonalában helyezkedik el. Oldásformák nincsenek az üregben, az ásványkiválásokat cseppkő (függőcseppkő és cseppkőbekérgezés) kezdemények képviselik.
A barlang látogatásához nem szükséges engedély. A szálláshely céljából kiépített üreg használható szálláshelyként bárki számára (ingyenesen, egész évben). 10–12 személynek is megfelelő menedéket biztosít. Emeletes fapriccs és egy vaskályha van a barlangban. Utóbbi füstelvezető csöve kivezet a felszínre. A barlangbejárat előtt ki lett alakítva egy kis terasz, ahol található egy nyílt tűzrakóhely is. Hazánk három jelenleg is működő lakóbarlangja közül az egyik. A negyedik a Sólyom-kúti-sziklaüreg volt, de az a barlangszállás meg lett szüntetve. A másik kettő, jelenleg is szállást nyújtó lakóbarlang (Cserepes-kői-sziklaodú, Három-kúti Remete-barlang) szintén a Bükk hegységben található. Az Odvas-kői-sziklaüreg megkülönböztetetten védett barlang volt 2006-tól, de csak egy ideig.
A barlang bejárása: a barlangbejárathoz vezető ösvényen haladva, könnyen észrevehető a bejárat, ami a bejárat falazatának köszönhető. A falazatba épített vasajtón át bejutva a barlangba, látható a széles, 2,5 m magas terem, ahová két kis ablakon keresztül is beszűrődik a napfény. Bal oldal felé, enyhén lejt a mennyezet, de a fejet nem lehet beütni. Bal oldalon található a vaskályha, tőle jobbra, 2 m-re pedig a két pad és az asztal. A terem jobb oldali részén helyezkedik el az emeletes fapriccs. Erre felmászva, előre haladva lehet eljutni a terem kis oldalfülkéjébe, amely a terem végében, a jobb oldalon fekszik.
Dely Károly 1970-ben megjelent könyve szerint a barlang miatt kapta nevét az Odvas-kő. A könyvben szerepelt először Odvas-kői-sziklaüreg néven a barlang. Irodalmában előfordul a barlang Csondró-völgyi barlangszállás (Neidenbach, Pusztay 2005), Jókai-barlang (Lénárt 1979), Odvas-kői 1. sz. sziklaüreg (Kordos 1984), Odvas-kői-barlangszállás (Lénárt 1979), Odvas-kői barlangszállás (Kordos 1984), Odvas-kői Barlangszállás (Sásdi, Rabitovszky 2003), Odvaskői-sziklaüreg (Bertalan 1976) és Odvaskői sziklaüreg (Schőnviszky 1937) neveken is.

## Kutatástörténet

### 1979-ig
A barlangot régen pásztorok használták menedékül. Először az 1937-ben kiadott, Schőnviszky László által írt tanulmányban lett leírva a barlang. A leírás szerint Mályinka határában, az Odvaskő DNy-i oldalában található a jelentéktelen, kis méretű Odvaskői sziklaüreg. Az 1943. évi Barlangvilágban az lett publikálva, hogy Kadić Ottokárnak az Ómassán lévő szentléleki menedékházban volt az a kutatási székhelye, ahonnan kiindulva, Mályinka ismeretlen kis sziklaüregeit átkutatta és felmérte, például az Odvaskői sziklaüreget.
A Kadić Ottokár által 1952-ben írt kéziratban lévő összefoglalás szerint az Odvaskői sziklaüreg Mályinka határában, az Odvas-kő sziklás Ny-i oldalában, a Csondró-patak jobb partján van. Padosan elváló mészkőben jött létre a barlang. A sziklaüreg DNy-ra tekintő, 10 m széles és 3 m magas bejárata egy 12 m hosszú, befelé fokozatosan keskenyedő és alacsonyodó, DNy-ról ÉK-re terjedő tág üregbe vezet. A 8. m-nél az üreg hirtelen 4 m-re, a 11. m-nél pedig 1,5 m-re szűkül össze, és a sziklás fenék itt kissé felfelé hajlik. A barlang belső részében húzódó mindkét barlangfal alsó részét szegélyezi egy sziklaperem. A barlangot Kadić Ottokár 1942. augusztus 4-én vizsgálta át. Ekkor felmérte a sziklaüreget, amelyet Klimon József uradalmi erdőőr aznap mutatott meg neki. Vékony holocén lerakódás fedi a sziklaüreg elülső részének sziklás fenekét. Kadić Ottokár a holocén lerakódásba ásatott egy próbagödröt. Megállapította az ásatás eredménye alapján, hogy a kitöltésben nincs lelet.

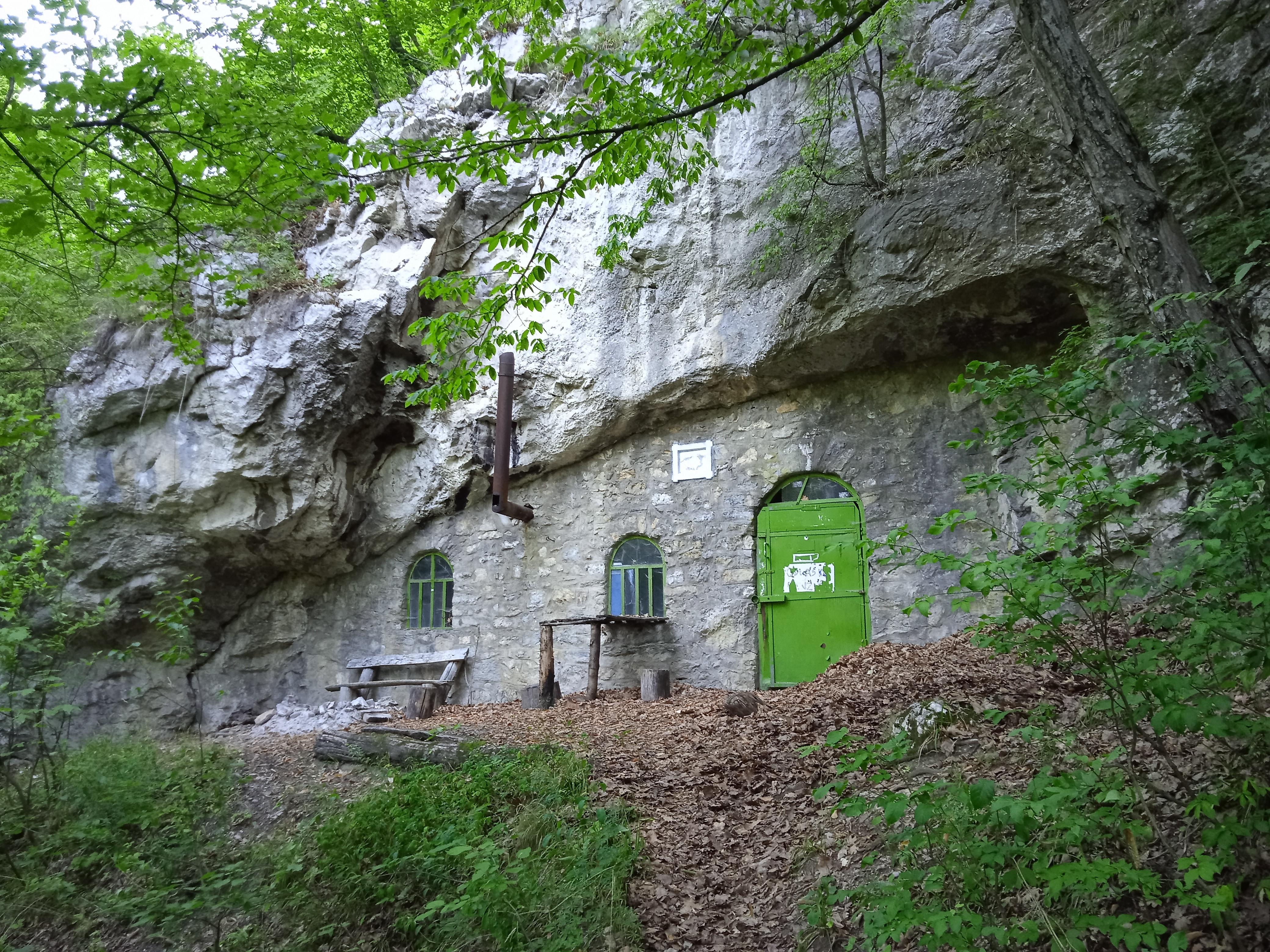
Az Odvas-kői-sziklaüreg 2022-ben

Az Országos Barlangnyilvántartásban van egy olyan levél, amelyet S. Szabó Ferenc (az Országos Erdészeti Főigazgatóság főosztályvezetője) írt. Az 1966. augusztus 17-én elküldött levél egy válaszlevél, amelynek tárgya a Mályinkán lévő barlang igénybevétele. A válaszlevél a Bakó Gyula által írt levélre (75.581/1966) válasz. A főosztályvezető a válaszlevélben közölte: nincs a főigazgatóságnak kifogása az ellen, hogy a kérelmező (Kazincbarcikai MTK Turista Szakosztály) lezárja és használatba vegye a Mályinkán (0.213 hrsz. terület) elhelyezkedő sziklabarlangot. A főigazgatóság azonban kéri, hogy az engedélyben legyen kikötve, hogy a barlang használata során (az engedély visszavonásának és szabálysértési eljárás terhe mellett) tilos a természetrombolás. Javasolja, hogy terméskő használatának előírásával legyen elfalazva a barlangbejárat, illetve legyen tiltva a tégla és egyéb mesterséges építőelemek alkalmazása.
Dr. Sali Emil (az Országos Erdészeti Főigazgatóság vezetőjének helyettese) 1966. augusztus 23-án írt egy levelet (ügyiratszám: 76.914/1966., hiv. sz.: 1390/1966.OTvH.) az Országos Természetvédelmi Hivatal számára. A levél tárgya: Mályinka községben barlang igénybevétele. Előadó: Bakó Gyula. Másolatot kap: Keletbükki Állami Erdőgazdaság igazgatója, Miskolc. Melléklet: 1 db helyszínrajz. A levélben az olvasható, hogy Dr. Sali Emil (az 1961. évi VII. törvény 25.§-ában foglaltak és az Országos Természetvédelmi Hivatal 1390/1966. OTvH. sz. állásfoglalása alapján) hozzájárul a Kazincbarcikai MTK Turista Szakosztály 1966. július 29-én írt kérelméhez. Azaz engedélyezi a Kazincbarcikai MTK Turista Szakosztálynak, hogy a főigazgatóság felügyelete alá tartozó, a Keletbükki Állami Erdőgazdaság (Miskolc) kezelésében lévő, Mályinka határában (0213 hr. számú földrészlet, az erdőgazdasági üzemtervi 55. kop. 10 erdőrészlet, a melléklet helyszínrajzon jelölt helyen) található Csondorvölgyi-barlangot lezárja, és a barlangban lévő 17 nöl (0,01 ha) területet használja turista felszerelések tárolására.
A szakosztály 1971. december 31-ig használhatja a területet erre a célra. A barlang lezárását, abban tárolóhely kialakítását és 60 m² terület raktár céljára történő, díjtalan használatát az alábbi feltételekhez köti: a barlang bejárata csak az ottani környezethez illeszkedő módon és terméskő falazattal zárható le. Nem lehet alkalmazni téglát, vagy egyéb mesterséges építőanyagot. Úgy kell a barlangban kialakítani a tárolóhelyet, hogy az a barlang eredeti állagát ne változtassa meg. A barlang 1971. december 31-ike után történő további használata csak az országos erdészeti hatóság új hozzájárulása esetén lehetséges.

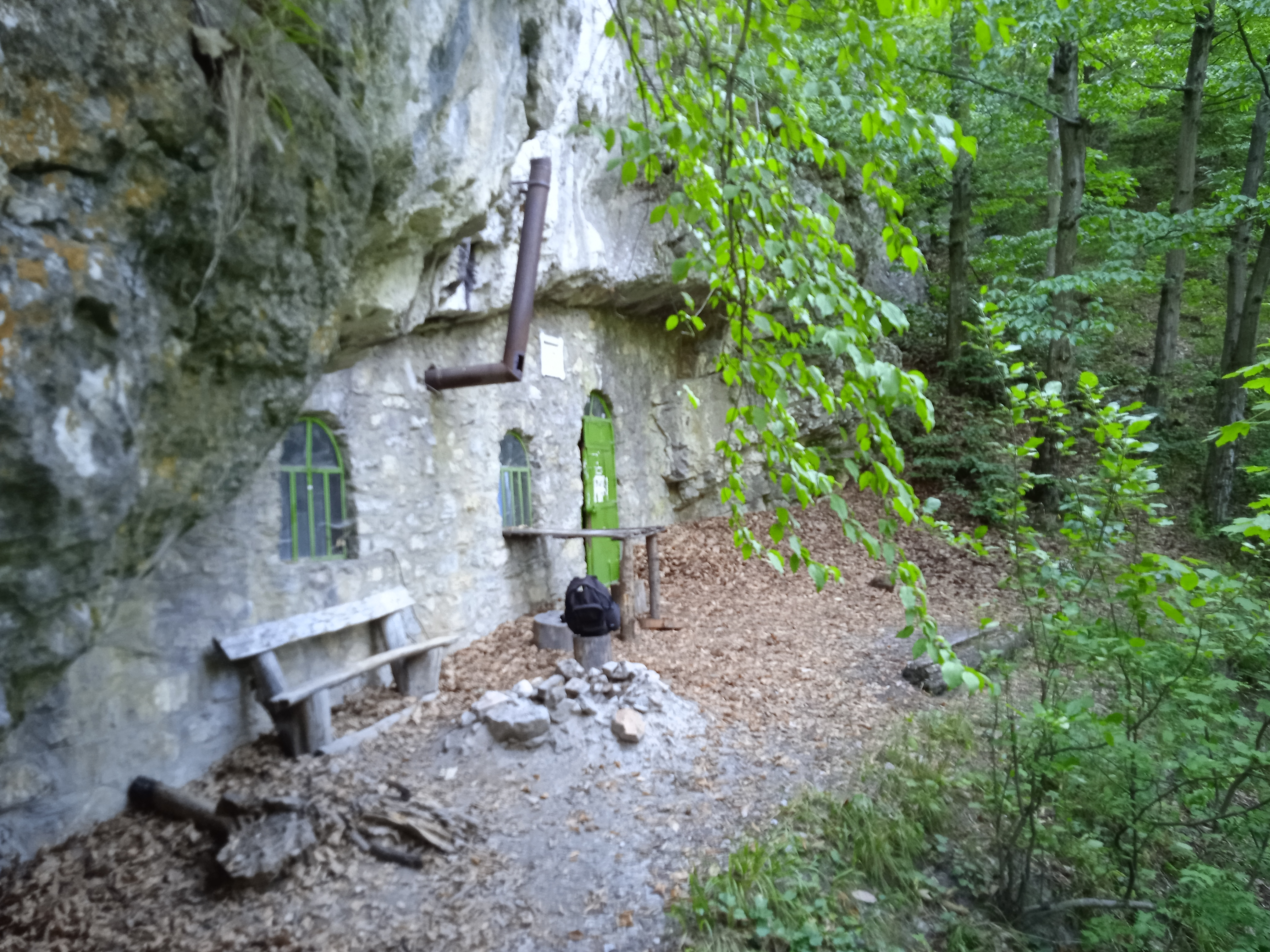
Az Odvas-kői-sziklaüreg 2022-ben

Változatlanul a Keletbükki Állami Erdőgazdaságé marad a használatba átadott terület kezelési joga. Jelen engedély nem jogosítja fel az engedményest a használat telekkönyvi bejegyeztetésére, ami csak akkor válik lehetővé, ha a kérelmező főfelügyeleti szervének jóváhagyásával ellátott, ilyen irányú kérelmet nyújt be (az 523/1965./I.18./ ÁFTH számú utasítás 21.§-ában meghatározott módon elkészített 5 db helyszínrajz csatolásával) az Országos Erdészeti Főigazgatósághoz, a Keletbükki Állami Erdőgazdaságon keresztül. Az előbb ismertetett hozzájárulási feltételek be nem tartása a barlanghasználat azonnali visszavonását és a 33/1962./IX.12./ Korm. számú rendelet 129.§-ában, illetve a 23/1962./VI.17./ Korm. számú rendelet 17.§-ában foglaltak szerinti szabálysértési eljárás megindítását fogja maga után vonni. Jelen intézkedésemet helyszínrajz csatolásával hozom a kérelmező tudomására. Az Országos Természetvédelmi Hivatalnak és Borsod-Abaúj-Zemplén Megye Tanácsa VB.-nek intézkedésemet másolatban egyidejűleg megküldtem.
A Turista 1967. októberi számában publikált, Barlangszállót avattak a Bükkben című közleményből megtudható, hogy a Kazincbarcikai MTK két természetjárója egy évvel ezelőtt, túrázás közben, a Csondró-völgy felett lévő Odvas-kőn gyönyörködött a táj szépségében. A völgy felé ereszkedés közben találtak egy tág barlangot. Úgy döntött az osztály vezetősége, hogy az osztály turistaszálló céljára felhasználja a barlangot. Az Erdőigazgatóságtól szerzett engedély birtokában, nagy lelkesedéssel és Mályinka lakóinak segítségével kezdte el a munkát a kis csoport. Egy év munka után, 1967. augusztus 13-án felavatták ünnepélyesen a Barlangszállót. Azóta a turisták rendelkezésére áll a szálláshely. A Csondró-völgy legszebb részén tartott avatásra 400 természetjáró gyűlt össze, hogy tanúja legyen az új létesítmény átadásának. A cikkhez mellékelve lett egy fénykép, amelyen a barlangbejárat előtt összegyűlt ünneplő személyek figyelhetők meg.
Az 1970-ben megjelent, Bükk útikalauz című könyvben az van írva, hogy az Odvas-kő az Odvas-kői-sziklaüreg miatt kapta nevét. A barlangnak az Odvas-kő DNy-i oldalában van a bejárata. Az 1976-ban befejezett, Magyarország barlangleltára című kéziratban az olvasható, hogy az Odvaskői-sziklaüregnek a Bükk hegységben, Mályinkán, az Odvas-kő DNy-i oldalában van a bejárata, amely DNy-ra néző tág üregbe vezet. A 22 m hosszú, 2 m magas és 10 m széles barlang kitöltése meddő volt. A kézirat barlangra vonatkozó része 3 irodalmi mű alapján lett írva.

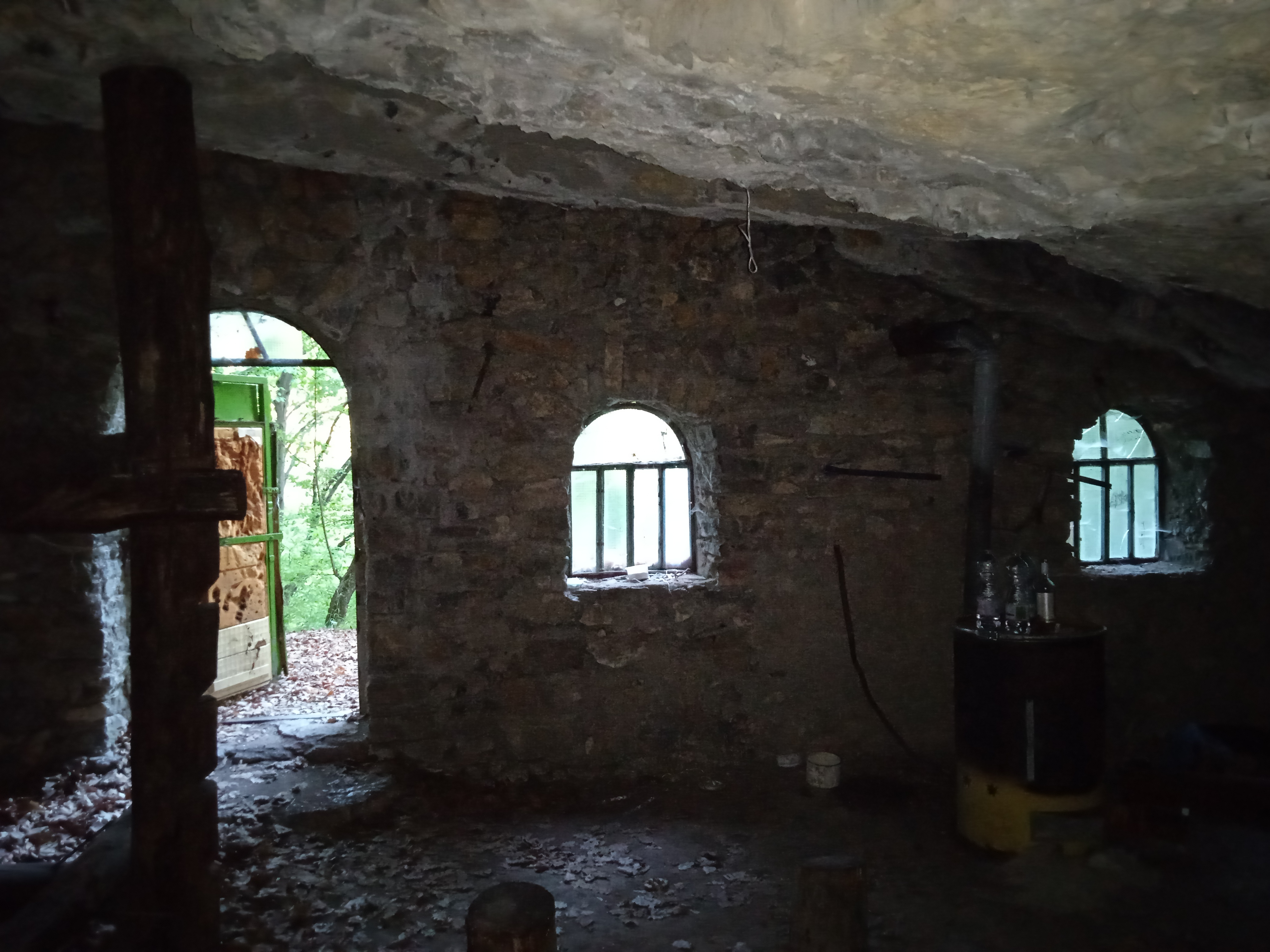
Az Odvas-kői-sziklaüreg 2022-ben

Az 1976-ban napvilágot látott Magyar barlangtani bibliográfia barlangnévmutatójában szerepel a Bükk hegységben, Mályinkán lévő barlang Odvas-kői-sziklaüreg néven. A barlangnévmutatóban meg van említve 2 irodalmi mű, amelyek foglalkoznak a barlanggal. Az 1977-ben napvilágot látott, Bükk útikalauz című kiadványban meg vannak ismételve az 1970-es útikalauzban lévő, Odvas-kői-sziklaüregre vonatkozó információk. Az 1979-ben kiadott, Barlangok a Bükkben című könyvben meg van említve, hogy az Odvas-kői-barlangszállás, vagy más néven Jókai-barlang a zöld sáv jelzésű turistaúton érhető el. Az Odvas-kői-sziklaüreg környékén található két kisebb üreg. A könyvhöz mellékelt, a Bükk hegység barlangokban leggazdagabb területét bemutató térképen látható a 15-ös számmal jelölt barlang földrajzi elhelyezkedése.

### 1982-től
Kárpát József (Környezetvédelmi Intézet Barlangtani Osztály) 1982-ben megrajzolta az Odvas-kői-sziklaüreg alaprajz térképét és keresztmetszet térképét. A térképek 1:100 méretarányban mutatják be a barlangot. A térképlapon jelölve van az É-i irány. Az alaprajz térképen megfigyelhető a keresztmetszet elhelyezkedése a barlangban. Az 1984-ben megjelent, Magyarország barlangjai című könyv országos barlanglistájában szerepel a Bükk hegységben lévő barlang (Odvas-kői 1. sz. sziklaüreg, Odvas-kői barlangszállás). A listához kapcsolódóan látható az Aggteleki-karszt és a Bükk hegység barlangjainak földrajzi elhelyezkedését bemutató, 1:500 000-es méretarányú térképen a barlang földrajzi elhelyezkedése.
A jászberényi természetjárók 1994-ben keresték meg ezt a helyet, ami akkor nagyon szemetes volt és se fekvőhely, se asztal, se szék nem volt benne, mivel évek óta senki sem gondozta. 1995-ben jászberényi és nyíregyházi természetbarátok újították fel a szálláshelyet. Több éves munkával egy minimum 15 férőhelyes priccset alakítottak ki benne és 12 széket, valamint két asztalt is elhelyeztek a barlangban. Új ajtót szereltek bejáratára, új ablakokkal és kályhával látták el, amiket szintén hátukon vittek fel hozzá.

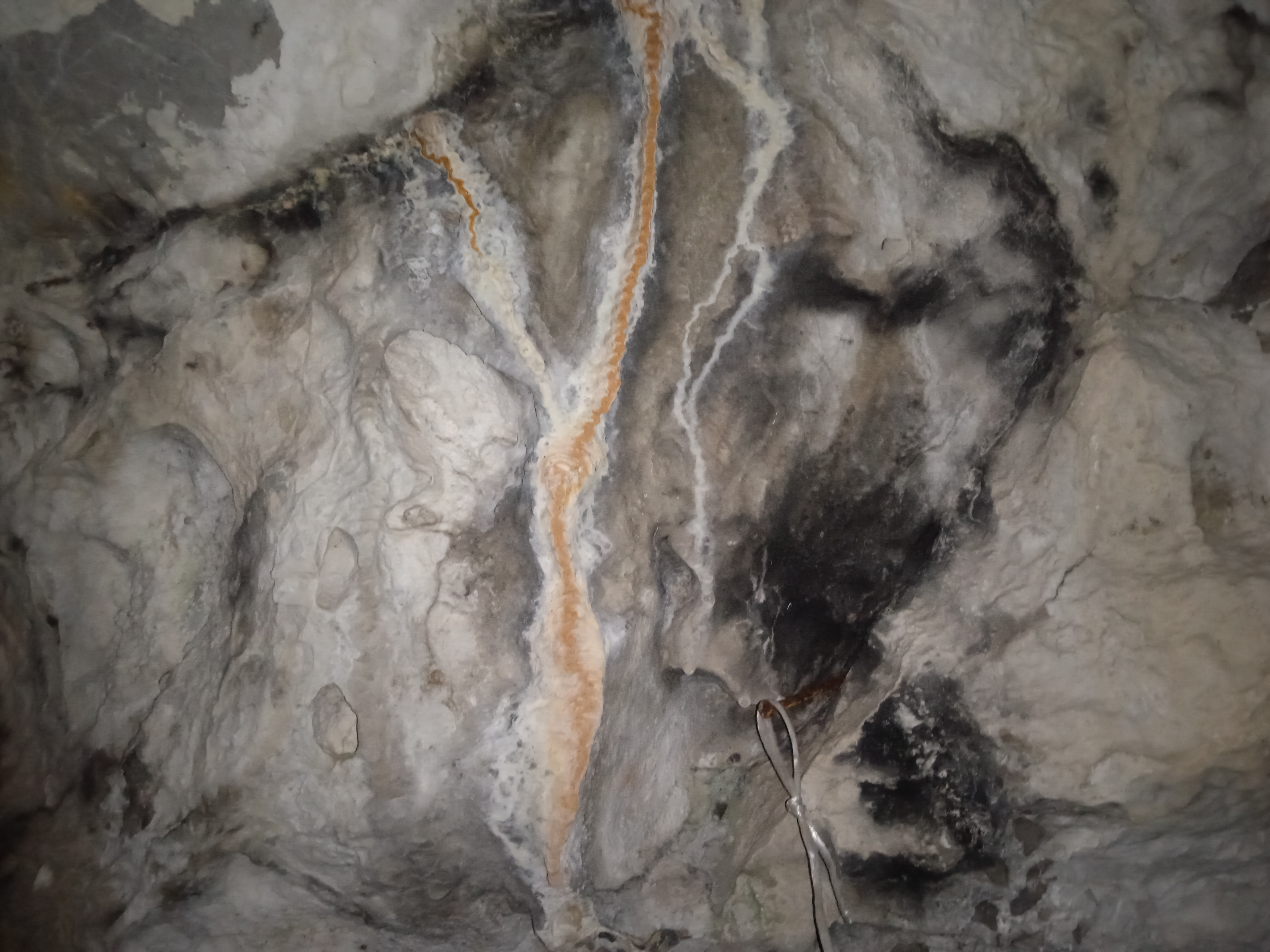
Az Odvas-kői-sziklaüreg 2022-ben

A barlang 2003-ban készült nyilvántartólapja szerint az Odvas-kői-sziklaüreg (Odvas-kői Barlangszállás, Odvas-kői 1. sz. sziklaüreg) barlangkataszteri száma 5361-2. A barlang a Borsod-Abaúj-Zemplén megyében lévő Mályinkán, a Központi-Bükkben található Északi-Bükkben helyezkedik el. Mályinkától DK-re 1250 m-re, a Csondró-patak völgyének jobb oldalán, a Csondró-völgy Kemesnye-völgynél lévő torkolatától É-ra 50 m-re, kb. 20 m relatív magasságban, az Odvas-kő sziklafalának közepén, 430 m tszf. magasságban (GPS, Bf. magasság), a Mályinka 091 helyrajzi számú területen (felszíni vetület és közvetlen környezete) van a barlang bejárata. Az üreg bejáratának koordinátái: X: 758990, Y: 311569. Hegyoldalban lévő sziklafalban, erdőben van a barlang 9,5 m széles, 2,6 m magas (legmagasabb a jobb oldalon), természetes jellegű, de átalakított bejárata. A vízszintes tengelyirányú, rétegrés jellegű (a barlang réteglapok mentén keletkezett) természetes bejárat be lett falazva.
A részletesen felmért barlang 10 m hosszú, 3,5 m függőleges kiterjedésű, 3,5 m magas (0 m mély) és 14,7 m vízszintes kiterjedésű. Alsó triász mészkőben (Gerennavári Mészkő Formáció) húzódik az üreg. A rétegződés előkészítette a barlang kialakulását. Kifagyásos kőzetaprózódás és korrózió miatt jött létre az üreg, de nem állapítható meg, hogy ezek közül melyik volt domináns. A kőfülke térformájú barlang egyszintes. A vízszintes aljzatú barlang vége (a terem végponti fülkéje) emelkedik, és a barlang jellemző szelvénytípusa a lapító (nagy méretű). Lokális megjelenéssel, nem oldásos jellegű kipreparálódott rétegfej, rétegfelület figyelhető meg a sziklaüregben. A barlangban van függőcseppkő (gyéren, fejlődő, embrionális) és cseppkőbekérgezés (gyéren, kis felületen, fosszilis). Minden bizonnyal volt omladék az üregben, melyet a kiépítéskor kihordtak a barlang előtti meredek lejtőre. Kőzettörmelék gyéren van az üregben (a kitöltés tetején). Némi talaj, humusz van a belső részeken is. Avar, növénytörmelék csak a bejárati részen (gyéren) van. Nem kerültek elő a barlangból fosszilis növény- és állatmaradványok. Póknak csak jelenlétére utaló nyomai és legyek (kis faj- és egyedszám) fordulnak elő az üregben. A barlangban van tüzelőhely és korom (nyomokban).
Időszakosan megjelenik a barlangban csepegő víz (lokálisan, gyéren). Elképzelhető, hogy időnként kialakulnak az üregben pocsolyák. A barlang leginkább száraz, de helyenként nedves. Szén-dioxid és légmozgás nem érzékelhető. Barlangleltári szám: Bükk/241. Barlangkataszteri feldolgozás: BTI-feldolgozás, 1982 (csak valószínűleg, mert nincs a leltárban kataszteri törzslapja). Az egész barlangnak elkészült a részletes térképe, de azon nincsenek jelölve a priccsek, padok és a kályha. Az üreg fénykép-dokumentációja hiányos, de abban van színes fénykép is. Csak a barlangbejárat van bemutatva a dokumentációban. A barlang összegyűjtött irodalma hiányos. 1937-ben lett először említve a barlang az irodalomban. A barlangbejárat megközelíthetősége: gépkocsival (a Miskolc és Mályinka közötti műúton), majd gyalog (könnyen járható terepen, jelzett turistaúton). A barlang alatt lévő völgytalptól a barlangig tartó ösvény meredek, sziklás és nehezen járható. Az egész barlang bejárható barlangjáró alapfelszerelés használata nélkül is. Engedély nem szükséges a barlang megtekintéséhez.

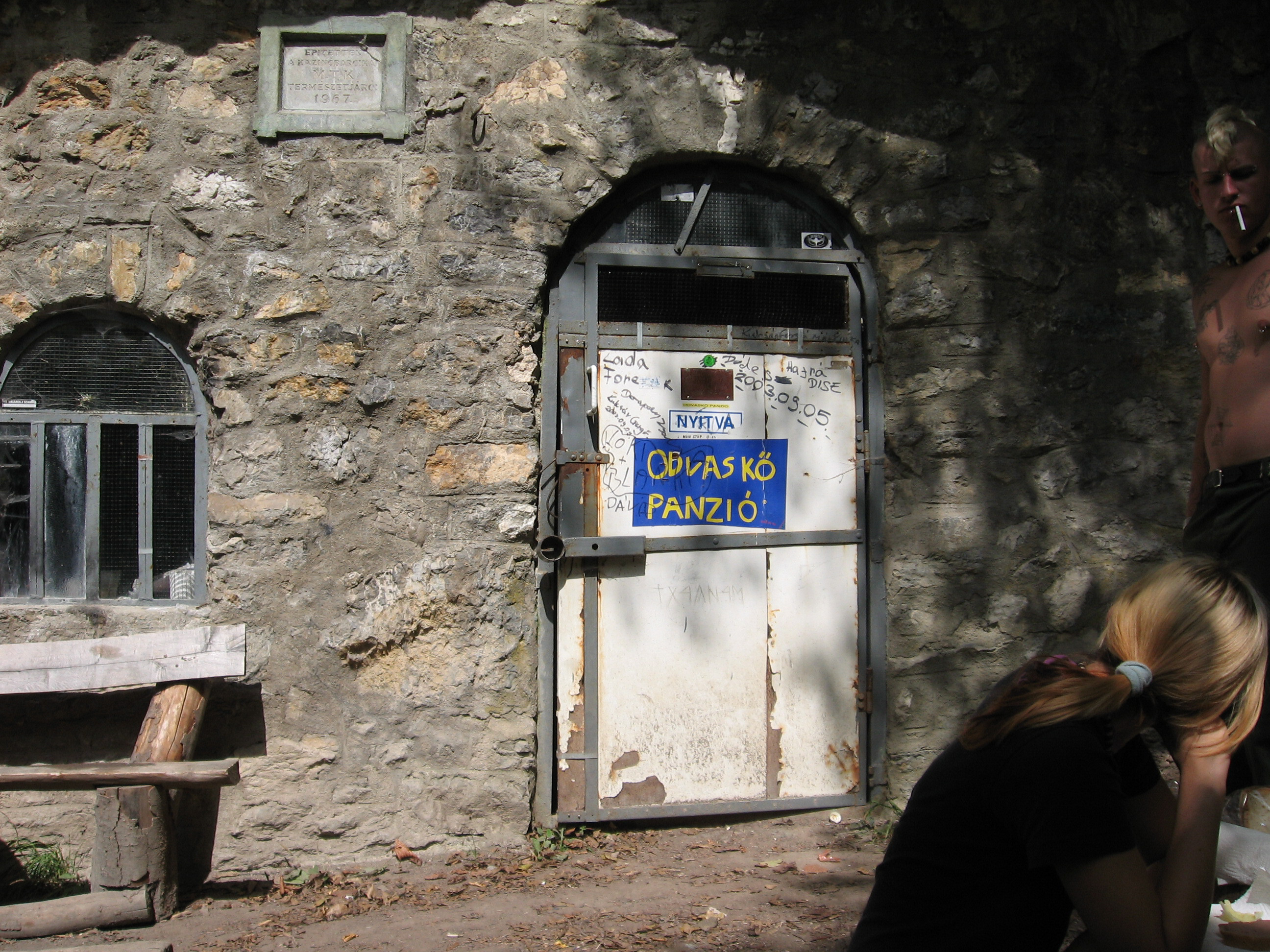
Az Odvas-kői-sziklaüreg 2006. augusztus 18-án

Elsődlegesen turista szálláshelynek lett kialakítva 1967-ben. 1995-ben történt a teljes hosszában kiépített barlang utolsó rekonstrukciója. Lezárás elsődleges célja: turista szálláshely. A barlangbejárat fallal és vaslemezajtóval van lezárva. 1967-ben került sor a barlang lezárására (az 1982-ben készült fénykép szerint nem volt akkor az ajtó a helyén). A barlang lezárása megfelelő, csak az ajtó zárszerkezete használhatatlan. Emeletes fapriccs (hiányos, korhadt), 2 fapad, egy faasztal és egy vaskályha van a barlangban. Utóbbi füstelvezető csöve kivezet a felszínre. A barlang 2002 óta megkülönböztetetten védett barlang. Védetté nyilvánító jogszabály (határozat): a természetvédelemről szóló 1961. évi 18. sz. tvr. Az illetékes természetvédelmi hatóság, a vagyonkezelő és a természetvédelmi kezelést ellátó szerv: Bükki Nemzeti Park Igazgatóság. A barlang önkényesen van hasznosítva (nincs hasznosítási engedély kiadva). Nincs kutatási engedély kiadva.
A barlang felszíne a Bükki Nemzeti Park fokozottan védett része (Csondró-völgy és Látó-kövek). Vonatkozó jogszabály: 18/1976. OTvH határozat a Bükki Nemzeti Park létesítéséről. A barlangbejáratot magába foglaló ingatlan tulajdonosa a Magyar Állam (Észak-magyarországi Erdőgazdasági Rt. Kelet-bükki Erdészeti Igazgatóság). Erdészeti helyrajzi szám: 21 I. Gazdasági jelleg: erdő. A barlangot mérsékelten veszélyezteti a turizmus és az önkényes használat. Az alapvetően megváltoztatott barlang ásványkiválásai kissé meg vannak rongálva (kormozás). Az aljzat zömmel taposott, áthalmozott, mélyített (teljes felülete taposott, helyenként hamuval fedett). BTI kataszteri felvétel alapján, mely 1982. július 9-én történt, lettek megállapítva a barlang alapadatai. A kataszteri felvételt készítette: ? (a barlangnak nincs barlangkataszteri törzslapja). Az utolsó adatkorrekció helyszíni szemle alapján, 2003. május 2-án készült, és Sásdi László, illetve Rabitovszky Alice végezték. Kapcsolódó dokumentumok: (1.) Barlang térképe, amely ki lett egészítve (a barlangban lévő mesterséges létesítmények helye be van jelölve a térképen). (2.) Hevesi Attila (1977): Bükk útikalauz. Budapest. 63. old. (3.) Lénárt László (1979): Barlangok a Bükkben. BAZ megyei Idegenforgalmi Hivatal. 21. old. (4.) Barlangbejárat és a belső rész színes fotója.
A nagyon károsodott (korom) barlang eredeti állapotát nem lehet helyreállítani, emiatt nincs szükség különösebb intézkedésre. Nem érdemes megszüntetni szállásként történő használatát, ennél több kárt nem lehet okozni benne. Mivel a barlangban nem történt ásatás (bár felkeltette Kadić Ottokár figyelmét), ezért célszerű egy próbaásatást végeztetni benne. A próbaásatás eredményétől függ az esetleges további (részletes) ásatás, valamint – értékes leletek előkerülése esetén – régészeti védelemre történő felterjesztése, ami a szállásként használat megszüntetését vonja maga után. Még nem történt meg a barlang tudományos feldolgozása. Az üreg első említése (1937) után felkereste Kadić Ottokár a barlangot, de nem végzett benne ásatást. Nincs lehetőség további járatainak felfedezésére. A barlang 1982-ben rajzolt térképei megfelelők.
Az Odvas-kői-sziklaüreg Mályinkától DK-re 1250 m-re helyezkedik el. A barlang kitöltésének anyaga nem lett vizsgálva. A terem aljzata taposva van, szemetes, néhol hamu fedi. Bejáratának kiépítése (elfalazás, ajtó és 2 ablak beépítése a falazatba) 1967-ben történt, ekkor minden bizonnyal elhelyeztek benne padokat és faágyakat is. Ezeket a későbbiekben feltehetőleg eltüzelték. 1995-ben készítettek bele újakat (jelenleg is ezek vannak a barlangban). A barlang 2003. május 2-án történt helyszínelésekor aktív csepegés is tapasztalható volt az üregben, de ez nem biztos, hogy állandó csepegési helyeket jelent. Levegője enyhén bűzös a szemét és korom következtében. Élőlényként csak légy fordult elő, illetve pókok időszakos jelenlétére utaló szakadt pókhálót figyeltek meg a sziklaüregben. A barlangbejárat előtt van egy szabad tűzrakóhely, amelynek hamuját a meredélyen lökik le. A szállás céljából kiépített üreg bárki számára, utcai ruhában látogatható, engedély nem szükséges hozzá. A barlang termének bal oldalán van a vaskályha, tőle jobbra 2 m-re a 2 pad és az asztal. A terem jobb oldali részén található az emeletes fapriccs.
Csak természetvédelmi célzatú erdészeti tevékenység engedélyezett az üreg felett lévő felszíni védőterületen (és környékén). Az erdészeti szempontból terméketlen területnek minősített terület (járhatatlan, nagy méretű sziklafal) vagyonkezelője az Észak-magyarországi Erdőgazdasági Rt. Kelet-bükki Erdészeti Igazgatóság. A barlang jelenlegi állapota, a szálláshelyként történő használat miatt, nagyon rongált. Ásványképződményei nemrég alakultak ki, a régiek (ha voltak) nem látszanak, ezért állapotuk nem értékelhető. A Környezetvédelmi és Vízügyi Minisztérium Barlangtani és Földtani Osztályának adattárában, 2003. június 17-én, a barlanggal kapcsolatban az alábbi dokumentumok voltak elérhetők: (1.) Bertalan Károly féle kataszteri törzslap. (2.) Térkép összesítő törzslap. (3.) 1:100-as méretarányú térkép (1982-es állapot). (4.) Fénykép összesítő lap. (5.) 1 fekete-fehér és 1 színes felvétel a bejáratról (1982. július 9., illetve 2001. augusztus 24.). (6.) Irodalmi törzslap (6 cím). (7.) Lezárási engedély. (8.) Pályázat az újabb kiépítésre. (9.) Pályázat elutasítási javaslat.
A 2005-ben megjelent, Magyar hegyisport és turista enciklopédia című kiadványban két önálló szócikke van a barlangnak. A könyv szerint a Csondró-völgyi barlangszállás a Bükk hegység ÉNy-i részén, a Csondró-völgy felett, az Odvas-kő oldalában van. A bővizű Ámor-forrás a barlang feljárati ösvényétől 100 m-re helyezkedik el. A kazincbarcikai természetbarátok hozták létre 1967-ben ezt a szálláshelyet. Az eltelt több évtized alatt egyszer már teljesen lepusztult a barlang berendezése, de 1995-ben megint helyre lett állítva. Ezt a jászberényi természetjárók a nyíregyháziak közreműködésével végezték. Felszerelték új ajtóval, ablakokkal, kályhával, asztallal, padokkal és priccsekkel. Jó turistaszállás 10–12 személynek. A barlang előtt barátságos kis terasz van tűzrakóhellyel, ahol az itt megszállók nyársalással vagy tűz melletti beszélgetéssel tölthetik el az estét.
Az Odvas-kői barlangszállás szócikk szerint a Bükk hegység ÉNy-i részén, a Csondró-völgy felett, az Ámor-forrás közelében helyezkedik el a barlangszállás. 1967-ben a kazincbarcikai természetbarátok hozták létre. Priccseken 10–12 ember fér el. A Bükki Nemzeti Park Igazgatóság működési területén, a Bükk hegységben elhelyezkedő és 5361/2 kataszteri számú Odvas-kői-sziklaüreg, 2006. február 28-tól, a környezetvédelmi és vízügyi miniszter 8/2006. KvVM utasítása szerint, megkülönböztetett védelmet igénylő barlang.